# Heerhugowaard
Heerhugowaard – miasto w Holandii, w prowincji Holandia Północna. Miasto partnerskie m.in. Kalisza. Od 1 stycznia 2022 roku po połączeniu z Langedijk stało się częścią miasta Dijk en Waard.

## Historia
Do 1620 na terenie obecnego miasta znajdowało się jezioro o nazwie Waert. Władze państwa w 1625 wydały zgodę na wysuszenie zbiornika. Prace trwały do 1634, w ich celu wzniesiono 47 wiatraków. Na miejscu dawnego jeziora powstała niewielka wieś. Pierwsze większe inwestycje związane z Heerhugowaard rozpoczęły się w 1866, kiedy wybrukowano Middenweg (wtedy znaną jako Middelwech), obecnie jedną z głównych ulic miasta. Na początku XX wieku przez miejscowość przeprowadzono linię kolejową łączącą Alkmaar z Den Helder, co znacznie przyczyniło się jej rozbudowy. 

## Populacja
Źródło:

## Miasta partnerskie
- Koyang
- Kalisz